# Klokkesten von Lyø

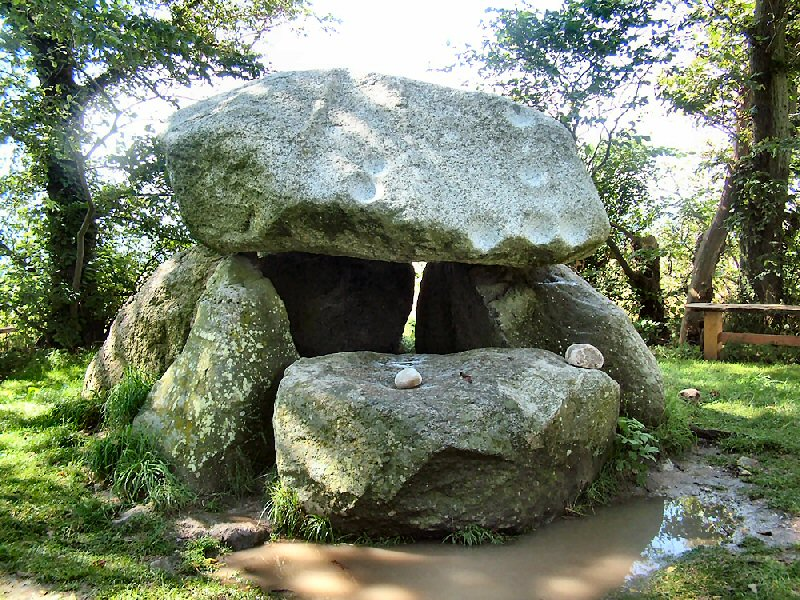
Klokkesten

Der Klokkesten von Lyø ist ein Runddysse auf der dänischen Insel Lyø. Er ist nicht zu verwechseln mit dem Klokkesten von Frejlev auf Lolland.
Die freistehende Dolmenkammer des West-Ost orientierten Klokkesten (dt. Glockenstein) liegt im Westen der Insel auf einem Erdhügel in einer kleinen 1920 entstandenen Anlage mit Ulmen. Fünf Tragsteine, zwei auf jeder Seite, ein Endstein im Westen und ein großer Schwellenstein in der Kammeröffnung bilden zusammen mit dem großen Deckstein die innen 1,8 × 1,2 m messende Kammer der zwischen 3500 und 2800 v. Chr. entstandenen Megalithanlage der Trichterbecherkultur (TBK). 
Der Deckstein, der klingt, wenn man mit einem Felsbrocken gegen ihn schlägt, hat dem Dolmen den Namen gegeben. Im Deckstein befinden sich große, schalenförmige Vertiefungen. 
Auf der Insel liegen die Dolmen „Bøjeshøj“, „Kongens Kilde“, „Vesterrødhørdhøj“ sowie Kong Lavses Grav und im Osten der Insel der Store Stenhøj.